# Новогалещинский поселковый совет
Новогалещинский поселковый совет (укр. Новогалещинська селищна рада) — входит в состав
Козельщинского района
Полтавской области
Украины.
Административный центр поселкового совета находится в 
пгт Новая Галещина.

## Населённые пункты совета
- пгт Новая Галещина
- с. Великая Безугловка
- с. Горбани